# Головченко Володимир Іванович
Володи́мир Іва́нович Головченко (2 березня 1962, с. Кам'яні Потоки Кременчуцький район Полтавська область — 19 травня 2017, м. Київ) — український науковець, дослідник історії української дипломатії, політичної думки, громадських рухів і політичних партій, міжнародних відносин у Азійсько-Тихоокеанському регіоні, політичної історії країн Азії і Африки, доктор політичних наук (1998), професор (2002).

## Біографія
Народився в с. Кам'яні Потоки Кременчуцького району Полтавської області. Закінчив із відзнакою історичний факультет Київського державного університету імені Тараса Шевченка за спеціальністю «історія» (1979—1984). У 1984—1988 роках перебував на військовій службі у лавах Внутрішніх військах МВС СРСР (командир взводу (1984—1987), помічник начальника штабу (1987—1988) військової частини 7454). 1988—1991 — працював учителем історії і суспільствознавства СШ № 68 м. Харкова. У 1991—1993 роках — навчався в аспірантурі кафедри історії України Харківського державного педагогічного інституту імені Григорія Сковороди. У 1993—1995 роках — асистент кафедри політичної історії України Національної юридичної академії імені Ярослава Мудрого у Харкові. У 1995—2001 роках працював у Харківському інституті Військово-повітряних сил України: доцент (1995—1996), професор (1996—2001) кафедри українознавства. З 2001 року — професор кафедри країнознавства Навчально-наукового інституту міжнародних відносин Київського національного університету імені Тараса Шевченка; з 2012 року — старший науковий співробітник Інституту міжнародних відносин Київського національного університету імені Тараса Шевченка.
У 1993 році захистив дисертацію «Витоки і становлення української соціал-демократії (1896—1907 рр.)» на здобуття наукового ступеня кандидата історичних наук за спеціальністю 07.00.01 — «Історія суспільних рухів і політичних партій». У 1998 році захистив докторську дисертацію «Ідейне становлення української соціал-демократії та еволюція її поглядів на шляхи і перспективи визвольної боротьби (кінець ХІХ — початок ХХ ст.)» за спеціальністю 23.00.01 — «Теорія і історія політичної науки»; 25 червня 1998 року.
Член Спеціалізованої вченої ради Д 26.001.29 за спеціальністю 23.00.04 — «Політичні проблеми міжнародних систем та глобального розвитку», Інститут міжнародних відносин КНУ; брав участь у роботі в 2001—2004 роках. Спеціалізованої вченої ради Д 26.001.34 — спеціальність 10.01.08 «Журналістика» та спеціальність 23.00.03 — «Політична культура та ідеологія». У 2004—2013 роках — Д 26.001.36 за спеціальністю 23.00.03 — «Політична культура та ідеологія», Інститут журналістики КНУ.

## Науковий інтерес та праці
Автор понад 210 публікацій, у тому числі 12 монографій (у тому числі 11 у співавторстві), 8 підручників (у співавторстві) і 17 навчальних посібників (у тому числі 16 у співавторстві). Автор перших в Україні підручників з дипломатичної історії України; запровадив відповідний курс навчання у ВНЗ України. Член редколегій та автор статей наукового щорічника «Україна дипломатична», часопису «Пам'ять століть», «Української дипломатичної енциклопедії» (2004, 2013 рр.) і «Політичної енциклопедії» (2012 р.).

## Відзнаки
Нагороджений ювілейною медаллю «70 років Збройних Сил СРСР» (1988), пам'ятною медаллю Інституту міжнародних відносин Київського національного університету імені Тараса Шевченка (2004), орденом Святого Рівноапостольного князя Володимира Великого III ступеня (2009), медаллю Українського фонду культури «За високий професіоналізм» (2010) і почесною грамотою МЗС України (2009); Державна премія України в галузі науки і техніки (2012).